# Gynostemma burmanicum
Gynostemma burmanicum là một loài thực vật có hoa trong họ Cucurbitaceae. Loài này được King ex Chakrav. mô tả khoa học đầu tiên năm 1949.